# Nullifier Party
Die Nullifier Party war eine amerikanische Partei in den 1830er Jahren, die vor allem in South Carolina stark war.
John C. Calhoun hatte 1828 die Nullifikationsdoktrin aufgestellt, nach der die Bundesstaaten der USA das Recht hätten, Bundesgesetze nicht umzusetzen, die sie für mit der Verfassung der Vereinigten Staaten nicht vereinbar hielten. Dies beruht auf der Annahme, dass die Bundesstaaten, die sich freiwillig zur Union zusammengeschlossen hätten, das letzte Wort in der Auslegung der Verfassung haben müssten und letztlich auch das Recht hätten, die Union wieder zu verlassen.
Calhoun war unter Präsident James Monroe Kriegsminister gewesen, anschließend Vizepräsident unter den Präsidenten John Quincy Adams und Andrew Jackson. 1832 trat er während der Nullifikationskrise als Vizepräsident zurück, um den Senatssitz von Robert Y. Hayne zu übernehmen, da der Vizepräsident zwar den Vorsitz im Senat führt, dort aber kein Rederecht hat.
Von 1828 bis 1836 (Amtszeiten jeweils von Dezember bis Dezember) waren die Gouverneure von South Carolina Nullifier oder ihnen nahestehende Politiker. Stephen D. Miller war von 1828 bis 1830 im Amt und wurde 1831 als erster Nullifier in den Senat gewählt. Von 1830 bis 1832 war James Hamilton Gouverneur, der die States' Rights and Free Trade Party aufbaute, die ähnliche Ziele verfolgte wie die Nullifier. Sein Nachfolger war von 1832 bis 1834 Robert Y. Hayne, dessen Nachfolger von 1834 bis 1836 George McDuffie, der South Carolina seit 1821 im Repräsentantenhaus vertreten hatte und später Senator wurde.
Im Senat war William C. Preston 1833 zum Nachfolger von Stephen D. Miller gewählt worden, der aus Gesundheitsgründen zurückgetreten war. Außer den beiden Senatssitzen South Carolinas war die Partei im Kongress mit bis zu neun Sitzen im Repräsentantenhaus vertreten. Abgeordnete der Partei waren George McDuffie (1821–34), Warren R. Davis (1827–35), Robert Woodward Barnwell (1829–33), John Campbell (1829–31 und 1837–43), Dixon Hall Lewis (Alabama, 1829–44), John Myers Felder (1831–35), John K. Griffin (1831–41), William K. Clowney (1833–35 und 1837–39), William J. Grayson (1833–37), Henry L. Pinckney (1833–37), Thomas D. Singleton (1833), Robert B. Campbell (1834–37), Francis Wilkinson Pickens (1834–43), James H. Hammond (1835–36) und Franklin H. Elmore (1836–39).
Außer Lewis wurden alle Abgeordnete in South Carolina gewählt, das damals neun Repräsentanten stellte. Im 22. Kongress (1831–33) waren vier Nullifier im Repräsentantenhaus, im 23. Kongress (1833–35) neun, im 24. Kongress (1835–37) sieben, im 25. Kongress (1837–39) noch vier. Lewis und Elmore waren im 25. Kongress zu den Demokraten gewechselt.
John Floyd, 1830–34 Gouverneur von Virginia, gehörte zwar der Demokratischen Partei an, erhielt 1832 aber alle Wahlmännerstimmen South Carolinas bei der Präsidentschaftswahl. South Carolina war damals der letzte Staat, der seine Wahlmänner nicht durch eine allgemeine Wahl, sondern durch das Parlament des Staates bestimmte.
Bei der Präsidentschaftswahl 1836 war die Partei bereits dabei zu zerfallen und stellte daher keinen eigenen Kandidaten auf. Calhoun unterstützte den Whig-Kandidaten Hugh L. White, der aber nur die Wahlmänner von Georgia und Tennessee hinter sich bringen konnte. Das Parlament von South Carolina gab seine Wahlmännerstimmen Willie P. Mangum, ebenfalls ein Whig-Kandidat, der allerdings keinen anderen Staat gewinnen konnte.
Nach dem Ende der Amtszeit von Präsident Jackson zerfiel die Partei. Die meisten ihrer Anhänger wurden später Demokraten, Preston schloss sich der Whig Party an.